# Sun Axelsson
Pour les articles homonymes, voir Axelsson.
Sun Axelsson, de son nom complet Mignon Sun Walheide Axelsson, née le 10 août 1935 à Göteborg et morte le 14 janvier 2011 à Stockholm, est une poétesse, romancière, traductrice et journaliste suédoise.

## Biographie
Sun Axelsson est la plus jeune fille du maître jardinier Karl Edvin Axelsson et de Mignon Axelsson. Elle étudie à l'école de sa ville natale de Göteborg, puis se rend à l'Université de Stockholm où elle obtient un diplôme d'études supérieures en enseignement et en journalisme.
En tant que journaliste, elle travaille pour les revues littéraires BLM et Ord & Bild, ainsi que dans différents quotidiens : Expressen, Aftonbladet et Stockholms-Tidningen.
En 1959, Axelsson fait ses débuts avec son premier recueil de poésie : Mållös.
Elle voyage souvent, avec de longs séjours en Amérique latine, en France et en Grèce. Elle passe toute l'année 1960 au Chili où elle développe une relation avec le poète chilien Nicanor Parra. Pendant son séjour à Santiago, elle noue également une étroite amitié avec le poète lauréat du prix Nobel Pablo Neruda. Les événements de son séjour au Chili et son expérience personnelle sont décrits dans Eldens vagga (« Berceau de feu »),.
Plus tard, elle écrit Stenar i munnen (« Pierres dans la bouche »), publié sous le pseudonyme de Jan Olov Hedlund, décrivant la terreur et la répression de la Grèce sous la junte militaire, et Honungsvargar (« Loups de miel »).
Axelsson traduit en suédois un nombre remarquable d'auteurs, parmi lesquels : Pablo Neruda, Federico García Lorca, Jorge Luis Borges, Harold Pinter, Yiannis Ritsos, Octavio Paz, Sergio Badilla Castillo et Juan Cameron.
La trilogie de l'auteur, qui commence avec Drömmen om ett liv (1978) et qui se termine avec Nattens arstid (1989), est récompensée par de nombreux prix de la part de l'Académie suédoise ainsi que de plusieurs institutions culturelles internationales,,.

### Vie privée
Sun Axelsson est mariée au sculpteur britannique Michael Piper de 1963 à 1974.

## Œuvres
Liste non exhaustive
- (sv) Mållös, 1959 (« Sans voix », recueil de poésie)
- (sv) Eldens vagga, 1962 (« Berceau de feu », récit de voyage)
- (sv) Väktare, 1963 (« Les gardiens », roman)
- (sv) Opera Komick, 1965 (roman)
- (sv) Stenar i munnen, 1969 (« Pierres dans la bouche », roman)
- (sv) Terrorn i Chile, 1974
- (sv) Sagan om en saga, 1987 (« L'histoire d'un conte », roman pour enfants)
- (sv) Jag har en själ i Paris, 1990  (« Mon âme à Paris », roman)
- (sv) Vindarnas barn, 1991 (« Les enfants du vent », roman)
- (sv) Ljusets hotell, 1991 (« Hôtel de lumière », recueil de poésie)
- (sv) Den första kärleken, 1991 (« Le premier amour », nouvelles)
- (sv) Tystnad och eko, 1994 (« Silence et écho », roman)
- (sv) Svalornas tid, 1996 (« Le temps des hirondelles », histoires courtes)
- (sv) Eget liv, 2000 (« Vie privée », roman)
- (sv) Evighetens stränder, 2001 (« Les rivages de l'éternité », roman, dernier livre)

### TrilogieEtt eget liv
- (sv) Drömmen om ett liv, 1978 (« Le rêve d'une vie ») - roman autobiographique
- (sv) Honungsvargar, 1984 (« Loups de miel ») - roman autobiographique
- (sv) Nattens årstid, 1989  (« Saison de la nuit ») - roman autobiographique

### Traduction francophone
- Sun Axelsson (trad. Jacques Robnard), Au cœur du monde (poèmes), Éditions Saint-Germain-des-Prés, 1979 (ISBN 978-2-243-00961-3)

## Adaptations
En 1979, le réalisateur Stig Björkman adapte Eldens vagga sous le titre Gå på vattnet om du kan.
En 1990, c'est la réalisatrice Christina Olofson (en) qui adapte Honungsvargar dans le film du même nom.